# Острув (Ловицький повіт)
Острув (пол. Ostrów) — село в Польщі, у гміні Лович Ловицького повіту Лодзинського воєводства.
Населення — 108 осіб (2011).
У 1975-1998 роках село належало до Скерневицького воєводства.

## Демографія
Демографічна структура станом на 31 березня 2011 року:
|          | Загалом | Допрацездатний вік | Працездатний вік | Постпрацездатний вік |
| -------- | ------- | ------------------ | ---------------- | -------------------- |
| Чоловіки | 54      | 7                  | 36               | 11                   |
| Жінки    | 54      | 7                  | 30               | 17                   |
| Разом    | 108     | 14                 | 66               | 28                   |